# Maomé
Abu Alcácime Maomé ibne Abedalá ibne Abedal Motalibe ibne Haxime (Abū al-Qāsim Muḥammad ibn ʿAbd Allāh ibn ʿAbd al-Muṭṭalib ibn Hāshim), mais conhecido somente como Maomé (em árabe: مُحَمَّد; romaniz.: Muḥammad, Mohammad ou Moḥammed (nascido em  Meca, em data incerta, habitualmente apontada como 570   — falecido em Medina, 8 de junho de 632) foi um líder religioso, político e militar árabe. Segundo a religião islâmica, Maomé é o mais recente e último profeta do Deus de Abraão. Para os muçulmanos, Maomé foi precedido em seu papel de profeta por Jesus, Moisés, Davi, Jacó, Isaac, Ismael e Abraão. Como figura política, ele unificou várias tribos árabes, o que permitiu as conquistas árabes daquilo que viria a ser um califado que se estendeu da Pérsia até à Península Ibérica.
Não é considerado pelos muçulmanos como um ser divino, mas sim, um ser humano; contudo, entre os fiéis, ele é visto como um dos mais perfeitos seres humanos, e o próprio Alcorão o estabelece. Nascido em Meca, Maomé foi durante a primeira parte da sua vida um mercador e pastor. Em resposta a esta pergunta sobre sua profissão, ele confirmou que era um pastor e citou dois lugares em volta de Meca onde costumava levar o rebanho. Em uma narração, ele disse: "Deus não enviou qualquer profeta, a menos que ele fosse um pastor de ovelhas". Tinha por hábito retirar-se para orar e meditar nos montes perto de Meca. Os muçulmanos acreditam que em 610, quando Maomé tinha quarenta anos, enquanto realizava um desses retiros espirituais numa das cavernas do Monte Hira, foi visitado pelo anjo Gabriel que lhe ordenou que recitasse os versos enviados por Deus, e comunicou que Deus o havia escolhido como o último profeta enviado à humanidade. Maomé deu ouvidos à mensagem do anjo e, após sua morte, estes versos foram reunidos e integrados no Alcorão, durante o califado de Abacar.
Maomé não rejeitou completamente o judaísmo e o cristianismo, duas religiões monoteístas já conhecidas pelos árabes. Em vez disso, teria declarado que é necessária proteção a estas religiões e informou que tinha sido enviado por Deus para restaurar os ensinamentos originais destas religiões, que tinham sido corrompidos e esquecidos. Porém, isto de acordo com a Enciclopédia Judaica, Maomé tornou-se cada vez mais hostil aos judeus ao longo do tempo quando "percebeu que havia diferenças irreconciliáveis entre a religião deles e a sua, especialmente quando a crença em sua missão profética se tornou o critério de um verdadeiro muçulmano".
Muitos habitantes de Meca rejeitaram a sua mensagem e começaram a persegui-lo, bem como aos seus seguidores. Em 622 Maomé foi obrigado a abandonar Meca, numa migração conhecida como a Hégira (Hijra), tendo se mudado para Iatrebe (atual Medina). Nesta cidade, Maomé tornou-se o líder da primeira comunidade muçulmana. Seguiram-se anos de batalhas entre os habitantes de Meca e Medina, que resultaram em geral na vitória de Maomé e de seus seguidores. A organização militar criada durante estas batalhas foi usada para derrotar as tribos da Arábia. Por altura da sua morte, Maomé tinha unificado praticamente todo o território sob o signo de uma nova religião, o islão.

## Nome

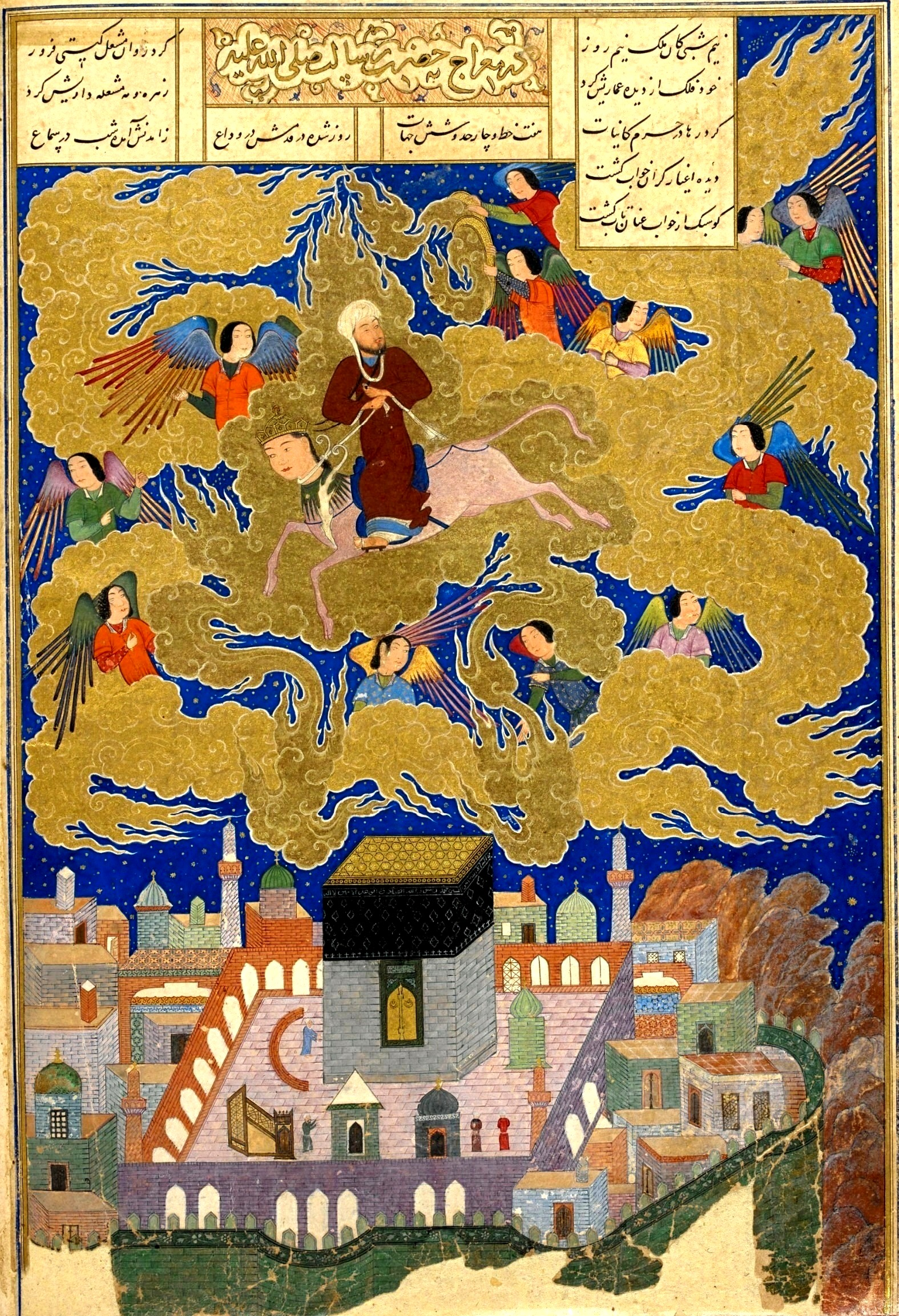
Miniatura persa do século XV que retrata a ascensão de Maomé ao céu.

O nome completo de Maomé em árabe pode ser transliterado como abū al-qāsim muḥammad ibn ʿabd allāh ibn ʿabd al-muṭṭalib ibn hāshim (Abu Alcácime Maomé ibne Abedalá ibne Abedal Motalibe ibne Haxime), sendo que Muhammad significa "louvável" e seu nome completo inclui o nome Abedalá (Abd Allah), que significa "servo de Deus". Este nome já era comum na Arábia antes do surgimento do islão, não sendo por isso necessário ver nele um epíteto criado pelo próprio.
Maomé é uma forma aportuguesada do francês Mahomet, que por sua vez é uma deformação do turco Mehmet,[carece de fontes?] tendo daí derivado os adjetivos portugueses maometano e maometismo para designar, respectivamente, o seguidor e a crença difundida por ele.
Na África Negra muçulmana, o nome foi deformado para Mamadou, e entre os berberes encontra-se a forma Mohand.
Nos textos portugueses mais antigos, este antropónimo aparece grafado de variadíssimas formas, como Mafoma, Mafamede, Mafomede, Mafomade, Mahamed, Mahoma, Mahomet, Mahometes ou Mahometo, sendo Mafamede e Mafoma por ventura as mais divulgadas (de resto, a última forma é correlata do nome do profeta nas outras línguas ibéricas, sendo que em castelhano, catalão, galego e até basco, se diz Mahoma). Desde o século XIX, porém, que tais termos caíram completamente em desuso no português, sendo até considerados ofensivos, posto que o seu uso, nas crónicas antigas, se fez sempre associado num contexto de cruzada contra a religião muçulmana.
Hoje em dia, alguns arabistas, islamólogos e historiadores lusófonos optam por utilizar a forma Muhammad em vez de Maomé, por considerarem que esta é a transliteração mais correcta a partir do árabe, sendo sua pronúncia a mais aproximada ao nome original. Neste grupo inclui-se o falecido arabista português José Pedro Machado, autor de uma tradução do Alcorão em português na qual utiliza a forma Muhammad para se referir ao profeta do islão.
Todavia, os principais dicionários da língua portuguesa e alguns linguistas e lexicógrafos adotam a forma Maomé, vulgarizada por dois séculos de uso. Ademais, a língua árabe não estipula uma transliteração oficial (como o chinês, por exemplo), portanto a representação morfológica no alfabeto latino das palavras em árabe varia enormemente com as particularidades de cada língua. Outro argumento a favor do emprego de Maomé encontra-se no facto que praticamente todos os nomes de personalidades históricas anteriores ao século XX já possuem forma vernácula em português, como Moisés, Jesus, Martinho Lutero.

## A Arábia pré-islâmica

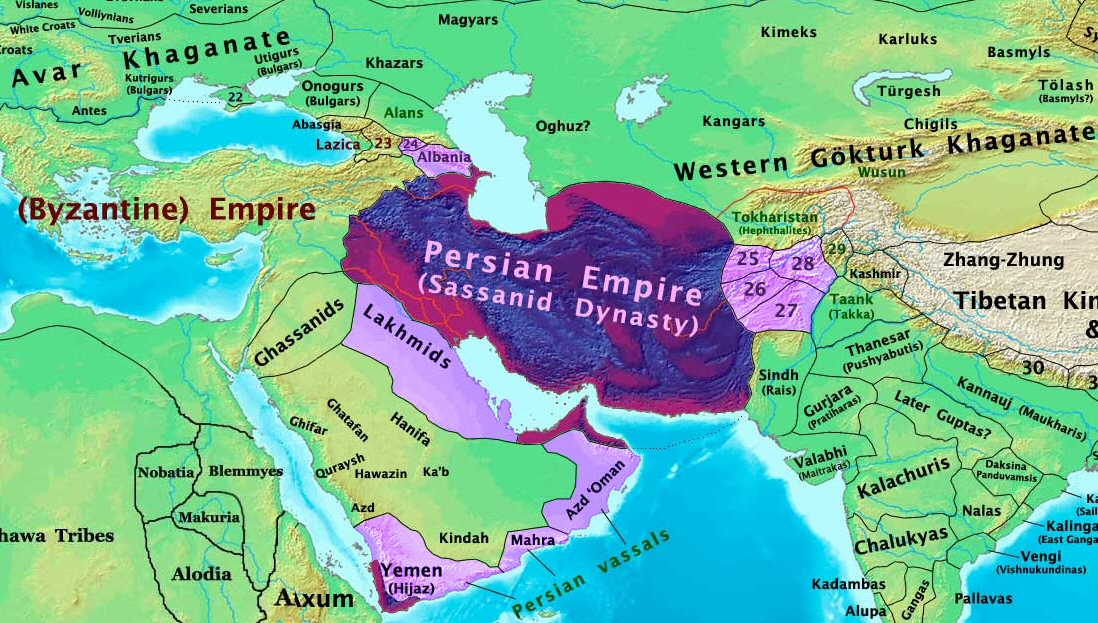
Arábia pré-islâmica, cerca de 600 AD

A Península Arábica era em grande parte árida e vulcânica, tornando a agricultura difícil, exceto perto dos oásis ou nascentes. A paisagem era pontilhada de povoações, sendo 2 das mais proeminentes Meca e Iatrebe (Medina). Medina era um florescente assentamento agrícola, e Meca era um centro financeiro importante para muitas tribos circunvizinhas. A vida comunal era essencial para a sobrevivência nas duras condições do deserto. A afiliação tribal, baseada no parentesco ou em alianças, era uma importante fonte de coesão social. Os árabes indígenas eram nômadas ou sedentários, os primeiros viajando constantemente de um lugar para outro buscando água e pasto para seus rebanhos, enquanto os segundos se estabeleceram e se concentraram no comércio e/ou na agricultura. A sobrevivência nómada também dependia de raides habituais de caravanas ou de oásis; os nômadas não viam isso como um crime, embora tivessem o cuidado de não cometer assassínio, para evitar vinganças. Comenta Karen Armstrong na sua biografia de Maomé, que os raides eram uma espécie de desporto local, conduzido com estilo, para redistribuir a pouca riqueza existente.
Na Arábia pré-islâmica, deuses ou deusas eram vistos como protetores das tribos, e os seus espíritos eram associados a árvores sagradas, nascentes e poços, e até pedras. Além de ser o local de uma peregrinação anual, o santuário de Caaba, em Meca, abrigava centenas de ídolos de deuses tribais — cerca de 360, segundo as fontes tradicionais. Existiam comunidades monoteístas na Arábia, entre elas cristãos e judeus.

## Vida

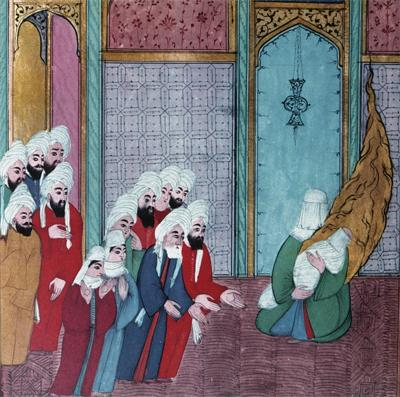
Maomé, nos braços da mãe, Amina, em miniatura turca, ambos com o rosto velado

Maomé teria nascido em Meca no dia 12 do mês de Rabi al-Awwal (terceiro mês do calendário árabe) no "ano do Elefante". Esse ano recebeu esta denominação porque nele se pensa ter verificado o ataque pelas tropas de Abraha (governador do sul da Arábia ao serviço do imperador da Etiópia) que estavam equipadas com elefantes. A empreitada não obteve sucesso. Seu exército foi derrotado e dizimado pelas epidemias. Na era cristã este ano corresponderia a 570. Estudos recentes, no entanto, sugerem que o episódio, tenha ocorrido substancialmente antes do nascimento de Maomé.
Maomé pertencia ao clã dos hachemitas, por sua vez integrado na tribo dos coraixitas (Quraysh, "tubarão"). Era filho de Abedalá e de Amina. Seu pai morreu pouco tempo antes do seu nascimento, deixando à esposa como herança cinco camelos e uma escrava.
Entre as famílias de Meca existia na época a tradição de entregar temporariamente as crianças às famílias beduínas que viviam no deserto, uma vez que se considerava que o clima de Meca era pouco saudável; para além disso, acreditava-se que uma temporada de vida no deserto prepararia melhor a criança para a vida adulta. Em troca desta adopção temporária, os beduínos recebiam presentes dos habitantes de Meca. Apesar das limitações económicas, Amina entregou Maomé aos cuidados de uma ama-de-leite chamada Halíma (Haleemah).

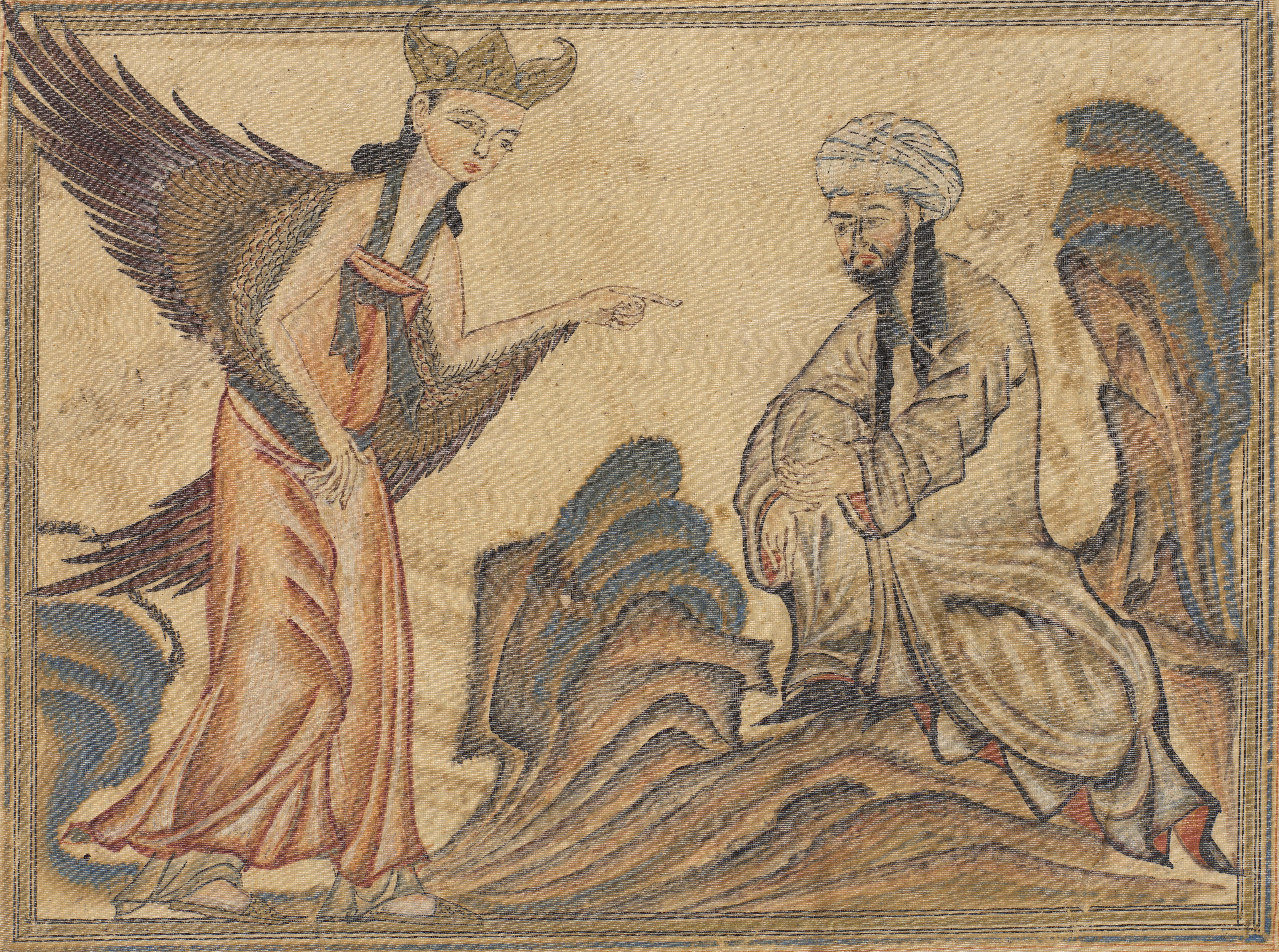
Gravura otomana retratando o momento da revelação pelo anjo Gabriel do Alcorão ao profeta Maomé

Quando Maomé tinha seis anos de idade a sua mãe morreu; passou a viver então com o seu avô paterno, Abedal Motalibe, e com os filhos destes, entre os quais se encontravam Abas e Hâmeza e que eram praticamente da mesma idade que Maomé, fruto de um casamento tardio do avô. Abedal Motalibe ocupava em Meca o importante cargo de siqáya (serviço de distribuição pelos peregrinos da água sagrada do poço de Zamzam). Dois anos depois, o avô de Maomé morreu e este foi viver com o seu tio Abu Talibe, novo chefe do clã hachemita.
Meca era nesta altura uma cidade-estado no deserto, onde se encontrava um santuário conhecido por Caaba ("Cubo") administrado pelos coraixitas. A Caaba era venerada por todos os árabes, sendo alvo de uma peregrinação anual. Nela se encontrava a Pedra Negra (possivelmente um meteorito) e uma série de ídolos, representações de deusas e de deuses, dos quais se destacava o deus nabateu Hubal. Alguns habitantes de Meca distanciavam-se quer dos cultos pagãos, quer do monoteísmo dos judeus e dos cristãos, declarando-se hunafá, isto é, crentes no Deus único de Abraão, que acreditavam ter sido o fundador da Caaba. Apesar de a cidade não possuir recursos naturais, ela funcionava como um centro comercial e religioso, visitado por muitos comerciantes e peregrinos.

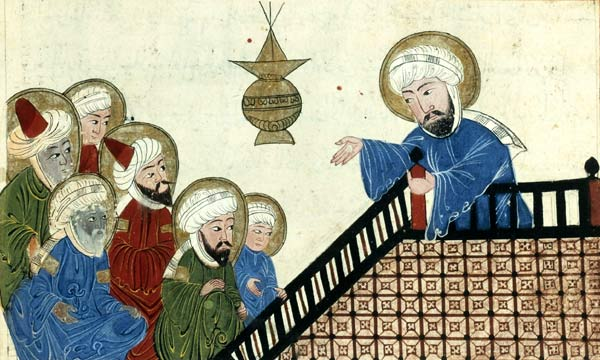
Maomé proibindo a intercalação (Cópia otomana do século XVII de um manuscrito do início do século XIV)

Durante a adolescência Maomé foi pastor e teria também acompanhado o seu tio em expedições comerciais à Síria. Segundo os relatos muçulmanos, quando Maomé, o seu tio e outros acompanhantes regressavam de uma destas viagens cruzaram-se perto de Bostra com um eremita cristão chamado Bahira que após ter examinado Maomé concluiu que este era o enviado que todos aguardavam. Bahira recomendou a Abu Talibe que levasse o seu sobrinho para Meca e que velasse pelo bem-estar deste.
Por volta de 595 Maomé conheceu Cadija, uma viúva rica que teria 40 anos de idade. O jovem (na altura com 25 anos de idade) impressionou Cadija pela sua honestidade nos negócios de tal forma que ela propôs o casamento. Este casamento representou uma mudança social para Maomé, já que segundo os costumes árabes da época os menores não herdavam, razão pela qual Maomé nada tinha recebido da herança do pai e do avô. Maomé permaneceu com Cadija até à morte desta em 619. Cadija teve seis filhos de Maomé, quatro mulheres (Zainabe, Rucaia, Um Cultum e Fátima) e dois homens (Alcácime e Abedalá, que morreram durante a infância). Para Karl-Heinz Ohlig a génese do islamismo assenta na religião professada pela esposa ebionita, que tal como outras seitas árabes cristãs, os arianos e nestorianos divergiam do cristianismo na aceitação do dogma da trindade.[carece de fontes?]

Habitualmente afirma-se que Maomé teria sido analfabeto; contudo, é provável que alguém que desempenhou funções na área do comércio tenha possuído, autonomamente, conhecimentos essenciais de escrita.

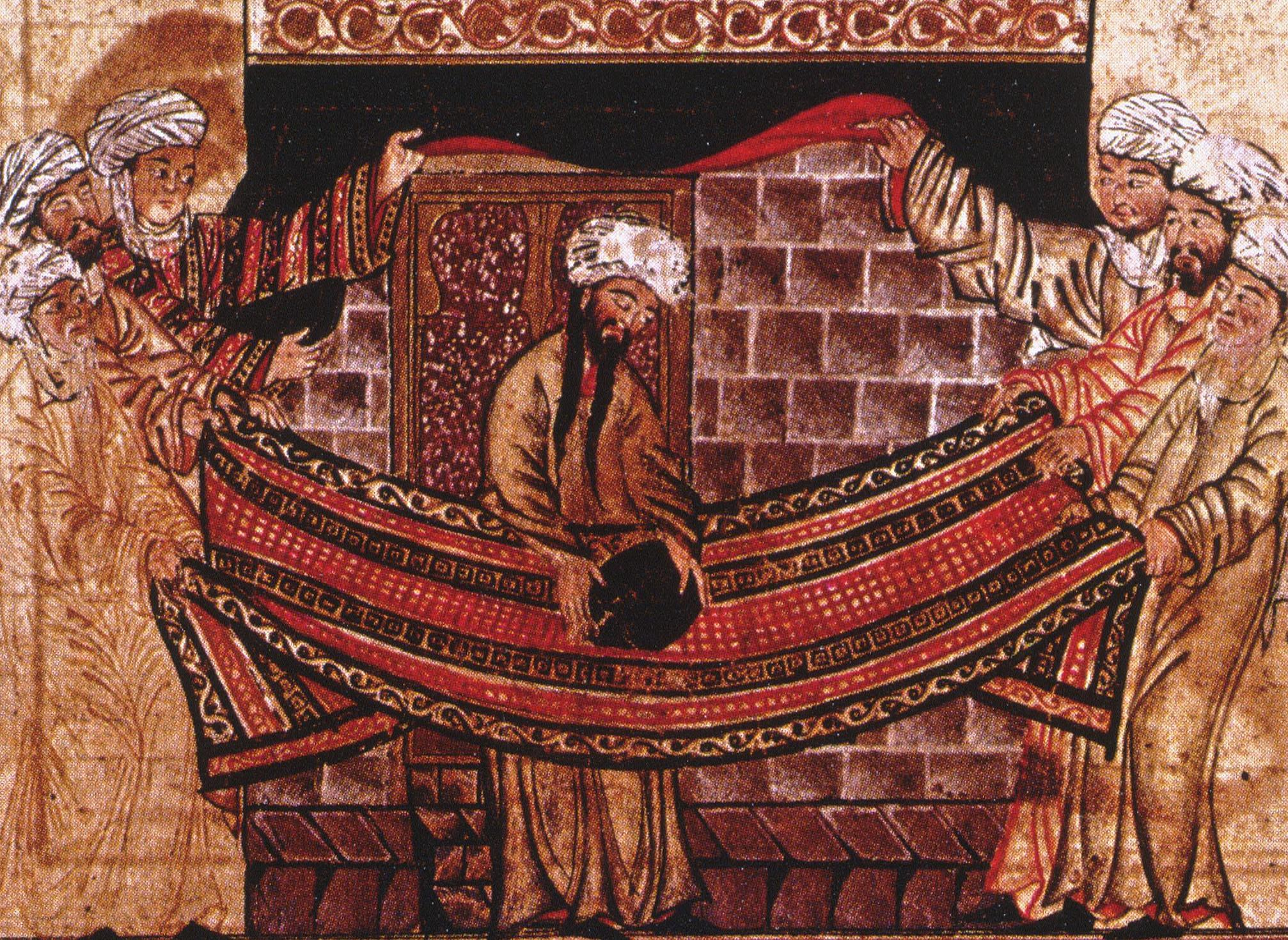
Maomé deslocando a Pedra Negra, juntamente com representantes das quatro tribos. (Ilustração de cerca de 1315)

O seu tio Zobair fundou a ordem de cavalaria conhecida como a Hilf al-fudul, que assistia os oprimidos, habitantes locais e visitantes estrangeiros. Maomé foi um membro entusiasta; ajudou na resolução de disputas, e tornou-se conhecido como Alamim ("o confiável") devido à sua reputação sem mácula nestas intermediações. Como exemplo, quando a Caaba sofreu danos após uma inundação, e todos líderes de Meca queriam receber a honra de resolver o problema, Maomé foi nomeado para solucionar a situação. Propôs que estendessem um lençol branco no chão, que colocassem a Pedra Negra (também conhecida como Hajar el Aswad) no meio e pediu aos líderes tribais que a transportassem ao seu devido local, segurando os cantos do lençol. Chegados ao devido local, o próprio Maomé tratou de a colocar na posição devida.

### Vida familiar
Durante a sua vida e depois da morte de Cadija, Maomé viria a casar com um grande número de outras mulheres, de onze a quinze consoante as fontes na sua maioria viúvas, excepto Aixa. Algumas destas mulheres eram viúvas de companheiros de Maomé, tinham uma idade avançada e o casamento com o profeta surgia como uma forma de garantir protecção e/ou estabilidade económica; outras eram viúvas da guerra com Meca, algumas sendo parte do saque, como Sufiá binte Huiai, cujo marido tinha sido torturado e executado; algumas ainda eram escolhidas também pela sua beleza, como Juai Riá binte Alharite, que tinha sido feita prisioneira num ataque. Em outros casos os casamentos serviram para cimentar alianças políticas.
Embora os textos sagrados islâmicos determinem que cada muçulmano só possa desposar simultaneamente quatro esposas, no próprio Alcorão é aberta uma excepção para o profeta. Segundo o historiador Safiur-Rabma AI-Mubarakpuri, Maomé teria ainda duas concubinas, uma sendo Maria, a Copta, que outros consideram ter sido feita esposa, e a segunda seria Raiana bint Zaid, a cativa dos Banu Quraiza, que outras fontes consideram também ter sido esposa.
Uma das esposas mais importantes de Maomé foi Aixa (em árabe: عائشة), a sua segunda esposa, que tinha seis anos de idade na altura do noivado e segundo vários hádices, nove anos na altura de seu casamento com o profeta. Conta-nos a própria Aixa que nessa altura levou consigo as suas bonecas. Outras fontes afirmam que o casamento foi consumado por volta dos 13 ou 16 anos de Aixa.[ligação inativa]

### Morte e legado
Um ano antes da sua morte, Maomé dirigiu-se pela última vez aos seus seguidores naquilo que ficou conhecido como o sermão final do profeta — o sermão do adeus. Partes do seu texto encontram-se nos livros de hádices e várias versões traduzidas do sermão foram publicadas. O texto que se segue é um dos vários frequentemente citados: 
Ó gentes, ouvi-me atentamente porque não sei se estarei entre vós depois deste ano. Portanto, ouvi o que tenho a dizer com muita atenção e levai essas palavras àqueles que não puderam estar presentes aqui, hoje.
Ó gentes, da mesma forma que guardai este mês, este dia, esta cidade como sagrados, respeitai também a vida e propriedade de todo muçulmano, como uma responsabilidade sagrada. Devolvei os bens que vos foram confiados aos seus legítimos donos. Não feri ninguém porque assim ninguém vos ferirá. Lembrem-se de que verdadeiramente vós vos encontrareis com o vosso Senhor e que Ele ajustará as contas. Deus proibiu a usura (juros), portanto, todas as obrigações decorrentes de juros devem ser postas de lado.
Cuidado com Satanás, para segurança de vossa religião. Ele perdeu toda a esperança de que pudesse desviar-vos das grandes coisas, portanto, cuidado para não segui-lo nas pequenas.
Ó gentes, é verdade que vós tendes certos direitos em relação a vossas mulheres, mas elas também têm direitos sobre vós. Se elas forem fiéis então a elas pertence o direito de serem alimentadas e vestidas com bondade. Tratai suas mulheres bem e sejai gentis com elas porque elas são vossas parceiras e auxiliares comprometidas. E é vosso direito que elas não façam amizade com quem não aproveis, e que elas jamais sejam impuras.
Ó gentes, levai-me a sério, adorai Alá, fazei as cinco preces diárias (salat), jejuai no mês de Ramadan e distribuí de vossos bens em Zakat. Fazei o Hajj (peregrinação) desde que possível. Sabei que todo muçulmano é um irmão de todo muçulmano e que os muçulmanos constituem uma irmandade. São todos iguais, ninguém é superior, exceto pela piedade e boas ações.
Lembrai-vos de que um dia vós estareis diante de Deus e respondereis por vossos atos. Portanto, cuidado, não vos desvieis do caminho da justiça depois que eu tiver partido.
Ó gentes, nenhum profeta ou apóstolo virá depois de mim e nem surgirá uma nova fé. Raciocinai bem e compreendei as palavras que vos estou transmitindo. Deixo-vos duas coisas, o Corão e o meu exemplo, as sunas, e se seguirdes esses dois, jamais vos desviareis.

Todos que me ouvem deverão difundir minhas palavras para os outros, e estes para outros, e assim por diante, e que o último que as ouvir possa compreender minhas palavras melhor do que aqueles que agora me ouvem diretamente. Sede minha testemunha, ó Alá, de que eu transmiti Vossa mensagem ao Vosso povo
Existe outra versão do sermão em The History of al-Tabari (The History of the Prophets and Kings) do conhecido historiador Atabari. Há ainda mais uma versão bastante extensa, e também diferente, em "The Life of Muhammad" — a tradução da obra de de ibne Ixaque, (Sirat Rasul Allah)- por A. Guillaume (página 651 e 652). Também a versão de Sunan Abu Dawood (considerada fiável, i.é, Sahih) apresenta algumas diferenças, essencialmente em pontos de vista (desfavoráveis) sobre as mulheres.
Vários historiadores afirmam que as mudanças sociais islâmicas em áreas tais como a segurança social, a estrutura da família, a escravidão e os direitos das mulheres e das crianças melhoraram a sociedade árabe após o Islão. Por exemplo, de acordo com Bernard Lewis, o Islã "denunciou desde o início o privilégio aristocrático, rejeitou a hierarquia, e adotou uma fórmula de carreira aberta aos talentos". As reformas econômicas olharam para a situação dos pobres, que se estava transformando um problema na Meca pré-islamica. O Alcorão requer o pagamento de um imposto para esmolas (zakat) para o benefício dos pobres; quando o poder de Maomé cresceu, ele exigiu que as tribos que se submetessem e  implementassem o Zakat.
Porém o ponto de vista de que toda a sociedade árabe experimentou uma melhoria após o Islão é habitualmente contestado por alguns estudiosos e historiadores, essencialmente no que toca aos direitos das mulheres. É certo que o Alcorão condena o costume existente de enterrar vivas as filhas indesejadas; não se sabe contudo com que frequência isso acontecia. Também não existia uma situação única, mas sim várias, conforme as tribos. Leila Ahmed é de opinião de que em algumas culturas do Médio Oriente, as mulheres estavam consideravelmente melhor antes do surgimento do Islão do que após. Comenta W. Robertson Smith: "É muito notável que, apesar dos regulamentos humanos de Maomé, o lugar da mulher na família e na sociedade declinou constantemente sob sua lei. Na antiga Arábia, encontramos, lado a lado com as instâncias de opressão registradas em Medina, muitas provas de que as mulheres se moviam mais livremente e se afirmavam mais fortemente do que no Oriente moderno". Também Jane I. Smith escreve que uma visão geral dos primeiros tempos do Islão fornece um panorama de crescente segregação, reclusão e degradação das mulheres.
A morte de Maomé ocorreu em Junho de 632 na casa de sua esposa Aixa em Medina, com a idade de 62 anos, deixando como legado uma Península Arábica onde todas as tribos tinham sido unidas por uma religião como nenhuma outra, segundo os crentes. A morte do profeta deu origem a uma grande crise entre os seus seguidores, dado que nenhum dos filhos varões de Maomé tinha atingido a idade adulta, não havendo assim a possibilidade de uma sucessão natural. Um conselho dos companheiros em Medina nomeou Abacar como o primeiro califa. Porém, alguns dos seguidores do profeta (os xiitas) acreditam que ele designou Ali, seu genro, como seu sucessor, num sermão público na sua última Haje, (i.é, peregrinação a Meca) num lugar chamado Ghadir Khom, enquanto que os sunitas discordam. Na verdade, esta disputa acabaria por originar a divisão do islão nos ramos dos sunitas e xiitas.
Imediatamente após a morte de Maomé, muitas tribos abandonaram o Islão, tendo algumas regressado ao politeísmo. Isso deu origem às chamadas "guerras da apostasia" (guerras Ridda), que duraram ainda cerca de um ano, com o resultado da reconversão total dos rebeldes. Ao mesmo tempo, o Império expandia-se constantemente, ao longo do reinado dos diversos califas, tendo chegado até a conquistar praticamente toda a Península Ibérica, durante o Califado Omíada (661-750).

## Revelação

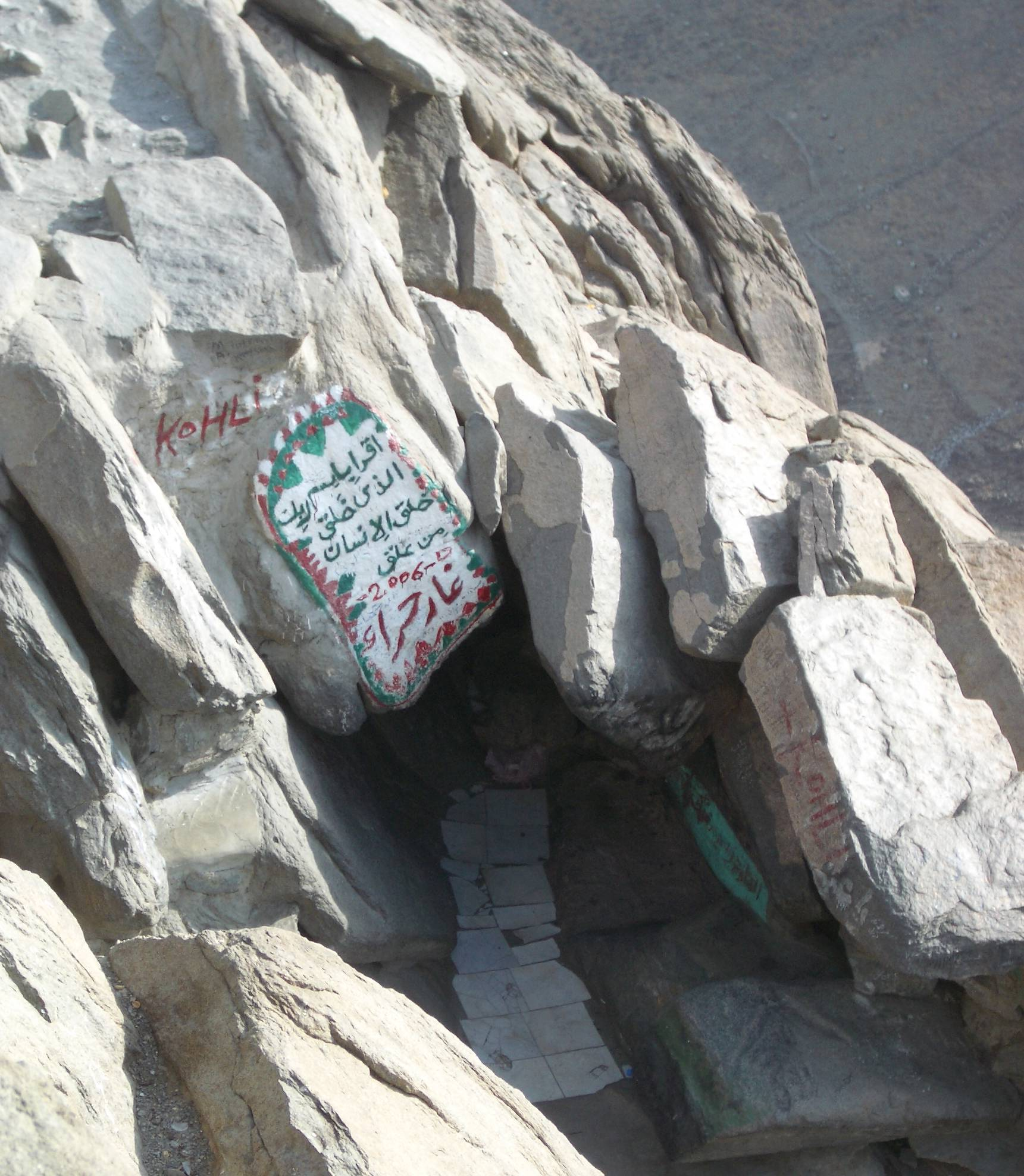
Caverna do Monte Hira

Maomé tinha por hábito passar noites nas cavernas das montanhas próximas de Meca, praticando o jejum e a meditação. Sentia-se desiludido com a atmosfera materialista que dominava a sua cidade e insatisfeito com a forma como órfãos, pobres e viúvas eram excluídos da sociedade. A tradição muçulmana informa que no ano de 610, enquanto meditava numa caverna do Monte Hira, Maomé recebeu a visita do arcanjo Gabriel (Jibrīl), que o declarou como profeta de Deus. Desde este momento e até à sua morte, também recebeu outras revelações.
Ao receber estas mensagens, Maomé teria transpirado e entrado em estado de transe. A visão do arcanjo Gabriel o teria perturbado, mas sua mulher Cadija o reconfortou, assegurando que não se trataria de uma possessão de um génio. Para tentar compreender o sucedido, o casal consultou Uaraca ibne Naufal, um primo de Cadija que se acredita ter sido cristão. Com a ajuda deste, Maomé interpretou as mensagens como sendo uma experiência idêntica à vivida pelos profetas do judaísmo e cristianismo.
As primeiras pessoas a acreditar na missão profética de Maomé foram Cadija e outros familiares e amigos que se reuniam na casa de um homem chamado Al-Arqam. Por volta de 613, encorajado pelo seu círculo restrito de seguidores, Maomé começou a pregar em público. Ao proclamar a sua mensagem na cidade, ganhou seguidores, incluindo os filhos e irmãos do homem mais rico de Meca. A religião que ele pregou tornou-se conhecida como islão ("submissão à vontade de Deus").
De acordo com Watt, à medida que os seus seguidores cresciam, ele se tornava uma ameaça para as tribos locais e os líderes da cidade, cuja riqueza se apoiava na Caaba, o ponto focal da vida religiosa de Meca, que Maomé ameaçava derrubar. Isto era especialmente ofensivo para os Coraixitas, a sua própria tribo, que tinha a responsabilidade pelo cuidado da Caaba, que nesta altura hospedava centenas de ídolos que os árabes adoravam como deuses.

## Rejeição

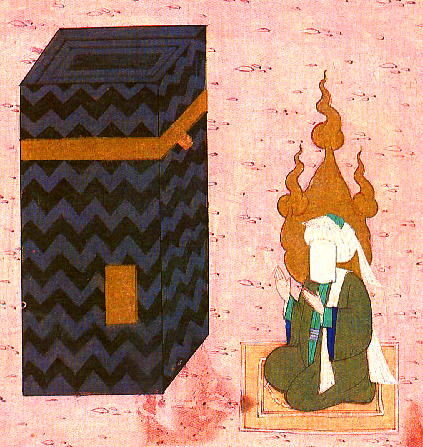
O Profeta orando na Caaba, numa gravura otomana do século XVI. Seu rosto está vendado, algo comum na arte islâmica da época

Apesar da mensagem monoteísta de Maomé ter sido aceita por alguns habitantes de Meca, muitos rejeitaram-na. Os conceitos religiosos por ele apresentados, e em particular a ideia de um Julgamento Final, geravam incredulidade e zombaria junto dos mequenses. Pediam-lhe que fizesse um milagre capaz de comprovar as suas alegações ou então acusavam-no de estar possuído por um djiin (um espírito maligno). Para além disso, ele tornou-se muito impopular com os governantes, e seus seguidores foram alvos de ataques físicos repetidos, bem como de ataques às suas propriedades. De acordo com os relatos, alguns dos habitantes de Meca lançaram ataques vigorosos e brutais contra esta nova religião: forçaram pessoas a deitar-se sobre areia ardente, colocaram enormes pedras sobre seus peitos, derramaram ferro derretido sobre eles. Alguns teriam morrido. Esta perseguição não atingiu inicialmente o próprio Maomé, pelo simples motivo de que a sua família detinha muita influência. Assim, a perseguição dos convertidos exerceu-se preferencialmente sobre os escravos, não protegidos por uma tribo ou um patrono. Sumaia binte Caiate, uma escrava negra, é celebrada como a primeira mártir do Islão. Estas circunstâncias tornaram-se intoleráveis e Maomé aconselhou alguns dos seus seguidores a irem para a Abissínia, por volta do ano 615.
Os mequenses quiseram obrigar Maomé a deixar a sua missão religiosa oferecendo-lhe poder político. À medida que os seus seguidores aumentaram, os seus oponentes tentaram demovê-lo a deixar ou alterar a sua religião. Ofereceram-lhe uma boa parte do comércio e o casamento com mulheres de algumas das famílias mais ricas, mas ele rejeitou todas estas ofertas. Nessa ocasião, a reação de Maomé foi recitar a Sura 41 do Alcorão, que afirma que todos os descrentes em Alá arderão no fogo do Inferno.
Por esta altura, (ano 619) teria recebido uma revelação que o fez reconhecer como divindades legítimas as pagãs de Meca — Allat, Manat e al-Uzza. Os mequenses teriam acolhido bem esta mudança, mas logo após uma alegada visita do anjo Gabriel, Maomé voltou atrás, dizendo que a anterior revelação tinha sido obra de Satan — são os "versículos satânicos" — mencionados por ibne Ixaque, biógrafo do profeta. A maioria dos exegetas rejeitam essa narração; vários outros consideram-na fiável.

De acordo com as tradições muçulmanas, ainda em Meca, enquanto Maomé descansava, o anjo Gabriel surgiu, seguido por Buraque, uma criatura mitológica alada, "maior do que um burro mas menor do que uma mula, de orelhas compridas". Maomé montou Buraque, e na companhia de Gabriel, eles viajaram para a "mesquita mais distante" (provavelmente Jerusalém). Seguidamente, Buraque levou-o aos vários céus, para encontrar primeiro os profetas mais antigos — incluindo Jesus Cristo — e depois Alá, que instruiu Maomé a dizer a seus seguidores que eles deveriam oferecer orações cinco vezes ao dia. Maleque, guardião do Inferno (Jahannam) mostrou-lhe os terríveis suplícios reservados aos pecadores após a morte. Buraque então transportou-o de regresso a Meca.

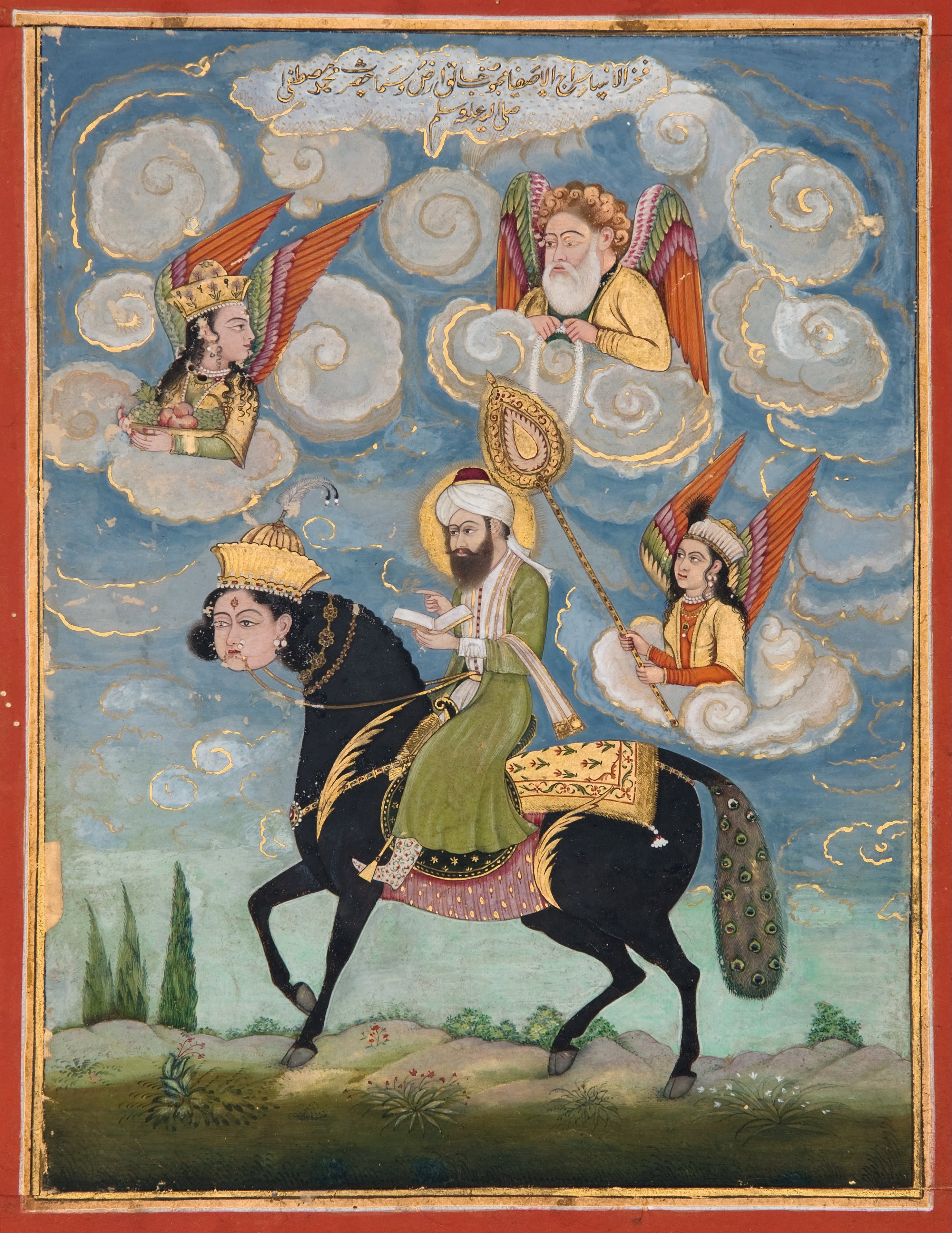
Retrato do Profeta montando Buraque (pintura do século XVIII)

Os habitantes de Meca acabaram por exigir que Abu Talibe entregasse o seu sobrinho Maomé para execução. Uma vez que ele recusou, a oposição exerceu pressão comercial contra a tribo de Maomé e seus apoiantes. Houve também uma tentativa de assassinato. Após a morte do seu tio e de Cadija no ano de 619 (ano a que a tradição muçulmana se refere como o "Ano da Tristeza"), o próprio clã de Maomé retirou-lhe a proteção. Maomé mudou-se então para a cidade de At-Ta'if, onde não encontrou apoio por parte dos seus habitantes. Por esta razão ele regressou a Meca, onde sofreu abusos, foi apedrejado e atirado contra espinhos e lixo. Os seus inimigos preparavam-se para tentar novamente assassiná-lo.

## A Hégira
Em 622, e em resultado do incremento da perseguição aos muçulmanos, estes começaram a deixar Meca em direcção a Iatrebe, uma cidade a cerca de 350 km a norte de Meca, que mais tarde passaria a ser conhecida por Medina. Esta migração é conhecida como a Hégira, palavra por vezes traduzida como "fuga", embora o seu sentido preciso seja de "emigração", mas não num sentido geográfico, mas de separação em relação à família e ao clã. O calendário islâmico tem início no dia em que começou a Hégira, 16 de Julho de 622.
A migração de Meca para Medina não foi um acto impulsivo, mas o resultado de contactos prévios. No Verão de 621, doze homens de Medina visitaram Meca durante a peregrinação anual e declararam-se muçulmanos. Em Junho do ano seguinte uma delegação de setenta e cinco medineneses também se declara muçulmana em Meca e jura proteger Maomé de qualquer ataque. Os primeiros muçulmanos começaram a abandonar Meca em Julho de 622; na época a viagem duraria nove dias. Os muçulmanos partiram em pequenos grupos e como tal não se gerou desconfiança entre os mequenses.
Maomé partiu em Setembro, tendo conseguido escapar a um plano que visava matá-lo. O plano estabelecia que um homem pertencente a cada um dos clãs de Meca enfiaria a sua espada em Maomé; desta forma, a vingança (conceito enraizado entre as tribos árabes) seria difícil de concretizar. O plano fracassou uma vez que Maomé fugiu durante a noite, tendo deixado a dormir na sua cama Ali, vestido com o seu manto verde. Quando o grupo pretendia executar o plano deparou-se com Ali, que nada sofreu. Maomé chegaria a Medina a 24 de setembro.
Medina era um oásis que tinha na agricultura a sua principal atividade económica. Nesta cidade viviam três tribos judaicas, — Banu Cainuca, Banu Nadir, e Banu Curaiza — talvez aí chegadas depois da destruição do Segundo Templo pelos Romanos em 70 e duas tribos árabes pagãs, os Khazradj e os Aws. Os habitantes de Medina esperavam que Maomé os unisse e evitasse incidentes tais como a guerra civil de 618, na qual muitas vidas se tinham perdido.

## Os anos em Medina
A deslocação para Medina colocou grandes dificuldades financeiras para o grupo de seguidores de Maomé. Os vindos de Meca (muhajirun) tiveram de ser apoiados pelos muçulmanos de Medina (ansari, ou seja, ajudantes ou auxiliadores).
Entre as primeiras coisas que o profeta Maomé fez com a preocupação de encerrar as disputas de longa data entre as tribos de Medina foi elaborar um documento conhecido como a Constituição de Medina, "estabelecendo uma forma de aliança ou confederação" entre as oito tribos de Medina e os emigrantes muçulmanos de Meca; o documento especificou os direitos e deveres de todos os cidadãos e as relações das diferentes comunidades em Medina (incluindo incluindo as relações da comunidade muçulmana com outras comunidades, especificamente os judeus e outros Povos do Livro). A comunidade definida na Constituição de Medina (Umma), tinha uma orientação religiosa, também moldada por considerações práticas e preservava substancialmente as formas legais das antigas tribos árabes.
Bernard Lewis afirma que a chamada constituição de Medina não era realmente um tratado no sentido moderno da palavra, mas sim uma proclamação unilateral de Maomé. Nela se encontra já delineada a separação nítida entre os crentes e os não crentes. Arent Jan Wensinck é de opinião que "não se tratava de um tratado,(…) mas de um édito, definindo a relação entre as três partes; acima de todos estava Alá, isto é, Maomé". Também Julius Wellhausen diz duvidar que de facto houvesse um acordo escrito do qual ambas as partes tivessem uma cópia. Aponta o facto de que os judeus nunca mencionaram o documento; mais tarde, os Banu Curaiza alegaram que não havia acordo entre eles e Maomé.
Após alguns meses em Medina, Maomé começou a atacar as caravanas de Meca que negociavam com a Síria, tendo ele próprio participado de três ataques, que a princípio resultaram em fracassos; mas finalmente teve sucesso quando enviou uma expedição (cuja missão era inicialmente de espiar) para interceptar uma caravana durante o final do mês sagrado de Rajab (a expedição de Nakhla) — altura em que, segundo os costumes da época, era proibido o derramamento de sangue. Maomé tomou um quinto do saque, após ter recebido uma revelação de Alá que justificava a luta mesmo nos meses sagrados, visto ser um mal menor do que a perseguição aos crentes (Alcorão, 2ː217). A correcta distribuição dos despojos de guerra, fonte de disputas entre os fiéis, foi estabelecida no Alcorão mais tarde, após a batalha de Badr.

### Guerras
Em Março de 624, Maomé preparou um ataque a uma caravana de Meca que regressava da Síria. A caravana, liderada por Abu Sufiane (líder do clã omíada), conseguiu enganar os muçulmanos. Contudo, Anre ibne Hixame, de Meca (líder do clã Maquezum) que se tinha previamente oposto a Maomé e organizado um boicote contra o clã haxemita, pretendia ensinar-lhe uma lição.
A 15 de Março de 624, próximo de um lugar chamado Bader, as duas forças colidem. Apesar de serem apenas 300 mal equipados contra 800 mequenses melhores equipados na batalha, os muçulmanos, com maior disciplina e saber militar, tiveram sucesso, matando pelo menos 45 naturais de Meca, incluindo Anre ibne Hixame, e tomando 70 prisioneiros, com apenas 14 baixas muçulmanas. O Alcorão, pela voz de Alá, esclarece que ajudou os fiéis na batalha, enviando milhares de anjos. Para os muçulmanos a vitória foi encarada como uma confirmação da missão profética de Maomé. Muitos habitantes de Medina converteram-se ao Islão e Maomé tornou-se o governador de facto da cidade.
Várias importantes alianças pelo casamento ocorreram nesta altura. Das filhas de Maomé, Fátima casou com Ali (seria mais tarde o quarto califa) e Um Cultum casou com Otomão (o terceiro califa entre 644 e 656). O próprio Maomé, já casado com Sauda binte Zama e com Aixa, filha de Abacar (o primeiro califa) casou então com Hafesá, a filha de Omar (o segundo califa), cujo marido tinha falecido na Batalha de Badr.
Após a expedição de Nakhla, mas principalmente após o êxito da batalha de Bader, começaram a ser eliminadas as vozes dissidentes em Medina. De acordo com relatos coletados por Ibn Ishaq e Ibn Sa’d, Asma binte Maruane e Abu Afaque que tinham composto poemas contra o profeta, foram mortos por seguidores de Maomé Estes relatos, no entanto, são considerados por alguns como uma invenção. Ka'b ibn al-Ashraf, um dos líderes judaicos de Medina, um poeta, morreu por ordem do Profeta após a batalha de Bader.
As relações com os judeus de Medina continuaram a se degradar. Para estes era impossível aceitar a mensagem religiosa de um homem que colocava Moisés, João Baptista e Jesus no mesmo grau de consideração religiosa. Por volta desta altura, Maomé mudou a direcção da quibla de Jerusalém para Meca.
Em 624, sob acusações de quebra do chamado tratado de Medina, Maomé cerca a tribo judaica dos Banu Cainuca. Após duas semanas de cerco, rendem-se sem condições. Maomé tencionava executar todos os homens, só não o fazendo após os pedidos de clemência de Abedalá ibne Ubai; assim, exilou-os de Medina e confiscou as suas propriedades.
A 21 de Março de 625, Abu Sufiane, em busca de vingança, acercou-se de Medina com 3 000 homens. Na manhã de 23 de Março começou a luta nos montes Uude. Quando a batalha parecia prestes a ser decidida a favor dos muçulmanos, um grave erro foi cometido por uma parte do seu exército, que alterou o resultado da batalha. Segundo os relatos e o Corão, onde a batalha é citada, os arqueiros deixaram os seus postos designados, precipitando-se para despojar o campo de Meca, o que permitiu um ataque de surpresa da cavalaria mequense. Cerca de 70 muçulmanos perderam a vida e o próprio Maomé foi bastante ferido. Após a batalha, o exército adversário retirou-se de volta para Meca, declarando vitória.
Nos dois anos seguintes, ambos os lados prepararam-se para o encontro decisivo.
Em Julho de 625, conforme ibne Ixaque, teria havido traição dos Banu Nadir, que tentam matar Maomé atingindo-o com uma grande pedra. Maomé cerca-os durante duas semanas até á rendição. Finalmente, a tribo é forçada ao exílio para Caibar, levando apenas consigo o que conseguisse carregar nos seus camelos, excepto as armas. O episódio é citado no Alcorão.
Em Março de 627, Abu Sufiane e as tribos no resto da Arábia formaram uma confederação e durante o dia da Batalha da Trincheira sitiaram Medina. Maomé ordenou que fosse cavada uma trincheira à volta de Medina, por sugestão do escriba persa Salman e-Farsi. Esperando conseguir fazer diversos ataques simultaneamente, os confederados persuadiram então os Banu Curaiza a atacarem a cidade a partir do sul. A diplomacia de Maomé, no entanto, conseguiu desestabilizar as negociações, e dissolveu a aliança existente contra ele. Os defensores bem-organizados, a diminuição do moral entre os confederados e as condições climáticas fizeram que o cerco terminassem num fiasco.
Em 628, o Tratado de Hudaibia foi assinado entre Meca e os muçulmanos e foi quebrado por Meca dois anos depois. Após a assinatura do tratado muito mais pessoas se converteram ao Islã. Ao mesmo tempo, as rotas comerciais de Meca foram cortadas quando Maomé trouxe as tribos do deserto circundantes para o seu controle.

Após a retirada de Abu Sufiane e suas forças, os muçulmanos dirigiram a sua atenção para os grupos que teriam cometido traição ao acordo de Medina. Os munafiqun (isto é, os hipócritas, um grupo de muçulmanos que eram secretamente adversos à causa) desmoronaram-se rapidamente, e seu líder Abedalá ibne Ubai prometeu aliança com Maomé. Conta Aixa: 
"Quando o apóstolo de Alá voltou, no dia da Batalha de al-Candaque, ele poisou as armas e tomou um banho. Então Gabriel, com a cabeça coberta de pó, apareceu-lhe dizendo: "Poisaste as armas! Por Alá, eu não poisei as minhas armas ainda." O Apóstolo disse, "onde vamos agora?" Gabriel disse: "Por este caminho", apontando a tribo de Banu Curaiza. Assim, o apóstolo foi ter com eles". 
Os muçulmanos cercaram então os Banu Curaiza, que teriam conspirado contra eles. Após um cerco de 25 dias, a tribo rendeu-se; quando os seus antigos aliados da tribo Aws tentaram interceder por eles, Maomé perguntou-lhes se aceitariam que fosse um da sua própria tribo a julgá-los. Eles aceitaram: Maomé escolheu então Saade ibne Muade.
Saad tinha sofrido uma ferida letal na batalha contra as forças de Abu Sufiane (morreria pouco mais tarde) e ordenou que as forças activas da tribo, consistindo de todos os seus homens adultos, seiscentos a setecentos, fossem executados, as suas propriedades divididas entre os fiéis, e as mulheres e crianças reduzidas à escravidão, como era tradição do tempo. Maomé aprovou a sentença considerando-a conforme a vontade de Alá. Uma vala comum foi aberta no mercado de Medina, onde os Banu Curaiza foram decapitados. As mulheres e crianças foram vendidas como escravas em troca de cavalos e armas, excepto algumas que foram distribuídas pelos fiéis. O próprio profeta tomou para si Raiana binte Zaíde, a quem propôs libertação e casamento, mas que preferiu o papel de concubina. De acordo com algumas fontes, ela aceitou sua proposta. Mais tarde, ela teria se tornado muçulmana.
Comentadores argumentaram que o punimento de Banu Curaiza era conforme aos ditames da Bíblia hebraica sobre a guerra; no entanto, as fontes originais da sirah não mencionam isto.

### Conquista de Meca
Por volta de 627 Maomé tinha unido Medina sob o Islão, com o desaparecimento dos seus inimigos internos. Os beduínos, após um período de batalhas e negociações, tornaram-se aliados de Maomé e aceitaram a sua religião. Depois de muito contacto com a cidade e com os muçulmanos, alguns converteram-se gradualmente. Por esta altura, as revelações que supostamente tinham visitado Maomé, chegaram ao fim. Ele regressou então a Meca para tomar posse da Caaba.
Maomé colocou os cidadãos de Meca sob pressão económica, destinada primeiramente a ganhar a adesão deles ao Islão. Em Março de 628, ele partiu para a "peregrinação" a Meca, com 1 600 militares que o acompanhavam. Os naturais de Meca no entanto, puseram travo ao avanço destas forças nos limites do seu território, em Hudaibia. Alguns dias depois, os de Meca fizeram um tratado com Maomé. Com negociação e o consentimento dos mais velhos Coraixitas, ele fez uma peregrinação à Caaba, desarmado. O tratado estabelecia uma trégua de dez anos, e os muçulmanos tinham permissão para fazer a peregrinação a Meca no próximo ano. O casamento de Maomé com Ramla binte Abi Sufiane, filha de seu antigo inimigo Abu Sufiane, cimentou ainda mais o tratado.
Após a assinatura da trégua, Maomé ataca o rico oásis judaico de Caibar, (em 628) onde habitavam agora a maioria dos Banu Nadir, que em 625 ele expulsara de Medina. Caibar possuía várias fortalezas, que os muçulmanos foram tomando uma a uma, até á rendição. De entre as mulheres e crianças feitas cativas, Maomé escolheu para si Safia binte Huiai, filha de um chefe judeu, que perdera nesse dia o marido, pai e irmão; em seguida libertou-a e fez dela sua oitava esposa (Sahih Bukhari, Volume 5, Livro 59, Numero 512). De acordo com as fontes muçulmanas, alguns dos judeus vencidos foram autorizados a permanecer no oásis, continuando a praticar a sua religião, em troca dos seus bens e do pagamento do imposto de 50% sobre as suas colheitas, mas com um aviso do profetaː "Se quisermos expulsar-vos, expulsamo-vos". Foi assim estabelecida a condição inovadora dos "dhimmi" ("povo protegido") -gozando de alguma autonomia na sua comunidade, e protegidos de agressões exteriores, enquanto pagassem o imposto per capita que ficaria a ser conhecido como jizia. Os judeus acabariam por ser expulsos do oásis alguns anos mais tarde pelo califa Omar.
De acordo com as tradições e historiadores muçulmanos, em 629 Maomé teria enviado embaixadores a seis ou oito reis ou governadores para os chamar ao Islão. Estes eram al-Mucaucis, governador dos coptas no Egito, Harite Gassani, governador da Síria, o príncipe de Omã, o príncipe do Iêmem, Munzir ibne Saua al-Tamimi governador do Barém, o Negus da Abissínia, o imperador bizantino Heráclio, o xá sassânida Cosroes II. A carta teria contido: "Em nome de Alá, o misericordioso e compassivo. (…) Eu sou o apóstolo de Alá enviado para todos vós, por aquele que possui os céus e a terra. Não há deus senão Ele que dá a vida e morte [..] " A carta terminava com" Saudações ao que segue o caminho certo. Coloque-se ao abrigo do castigo de Alá, se você não o fizer, bem, eu já enviei a mensagem!". Contudo, outros historiadores, como Safi-ur-Rabma AI-Mubarakpuri, esclarecem que existiram várias cartas, de teor ligeiramente diferente entre elas, tantas quantas os seus destinatários; o seu sentido geral era "submeta-se e ficará a salvo" As reações ás cartas foram variadas, com algumas conversões ao Islão. Harite Gassani, furioso, rasgou a carta, que considerou uma insolência. Mucaucis, do Egito, não se convertendo, foi no entanto bastante cortês, tendo enviado diversos presentes para Maomé, os quais incluíam duas escravas, Sirim e Maria. A primeira foi oferecida depois a um dos companheiros do profeta; quanto a Maria, tornou-se concubina de Maomé, de quem teve um filho varão, que no entanto morreu ainda criança.
Passados dois anos, o acordo com Meca foi quebrado. Em Novembro de 629, aliados de Meca atacaram um aliado de Maomé, o que levou Maomé a romper o tratado de Hudaibia. Após planeamento secreto, Maomé marchou sobre Meca em Janeiro de 630 com 10 000 combatentes. Excepto alguns pequenos recontros, não houve derramamento de sangue. Abu Sufiane e outros líderes de Meca submeteram-se formalmente. Maomé prometeu uma amnistia geral (com algumas pessoas especificamente excluídas). Muitos habitantes de Meca converteram-se ao islão, entre eles Abu Sufiane, que teve um diálogo com o profeta, durante o qual um dos seus companheiros lhe ordenou que se convertesse "antes que percas a cabeça. Ele assim fez". Em Meca, Maomé destruiu todos os ídolos na Caaba e em outros pequenos santuários. De acordo com relatos coletados por ibne Ixaque e Alasraqui, o profeta pessoalmente poupou pinturas ou afrescos de Jesus e da Virgem Maria, mas outras tradições sugerem que todas as imagens foram apagadas.

## Unificação da Arábia
Após a Hégira, Maomé começou a estabelecer alianças com tribos nómadas. À medida que a sua força e influência cresceu, insistiu que as tribos potencialmente aliadas se tornassem muçulmanas, e enviou grupos armados convidando à conversão.
Quando estava em Meca, Maomé foi informado de que havia uma grande concentração de tribos hostis e partiu para as defrontar, com um exército de 12 000 homens. A batalha teve lugar em Hunain, contra a tribo beduína dos Hawazin (inimigos de longa data de Meca) e os seus aliados os Tacifes, no ano de 630, com um poderoso grupo de cerca de 20 000 guerreiros, e pese embora uma retirada inicial dos muçulmanos no meio de grande confusão, os inimigos foram derrotados, muitos dos seus mortos ou aprisionados, capturadas cerca de 6 000 mulheres e crianças, gado e armas, 24 000 camelos e outros bens. A importância da batalha verifica-se pela sua menção no Alcorão (9.25, 9.26) Como seria de esperar, a maior parte dos Hawazin converteu-se ao Islão nesta mesma ocasião, tendo Maomé ordenado, em consequência, a devolução das mulheres e crianças que tinham sido cativas.
Alguns viram agora Maomé como o homem mais poderoso da Arábia e a maioria das tribos enviou delegações para Medina, em busca de uma aliança. Antes da sua morte, rebeliões ocorreram em uma ou duas partes da Arábia mas o estado islâmico tinha força suficiente para lidar com elas.

## Veneração de Maomé

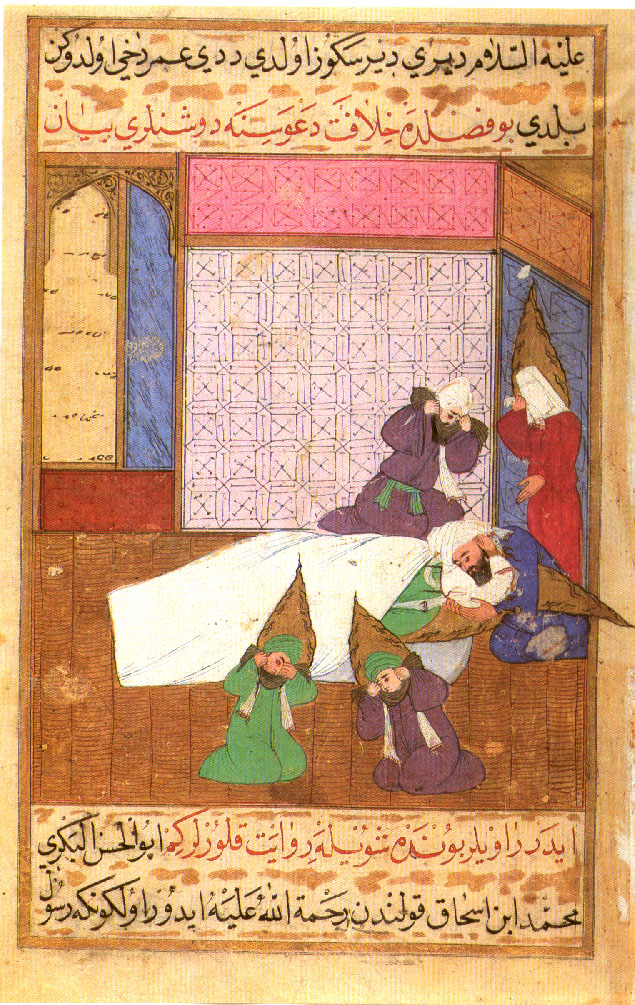
Gravura Otomana, retratando o momento da morte de Maomé (1596)

Usualmente, quando um muçulmano se refere a Maomé, Jesus ou outro dos profetas, imediatamente após o nome diz ou escreve "que a paz e bênção de Alá estejam sobre ele" ou expressão equivalente em outra língua (frequentemente árabe), ou ainda usa a sigla dessa expressão.  A sigla tradicional em árabe é "swas".
Maomé é considerado pela comunidade muçulmana como um modelo a seguir. A devoção à sua pessoa tem sido expressa ao longo dos séculos das mais variadas formas, como por exemplo através da escrita de poemas. Um dos poemas mais famosos, a "Burda" (ou "Poema do Manto") foi composto no século XIII por Al-Busiri. Embora não exista registro de milagres feitos por Maomé, alguns relatos populares atribuem-lhe essa capacidade.
Em vários locais do mundo muçulmano existem santuários dedicados a um pelo da sua barba. No Palácio Topkapı, em Istambul, um relicário guarda aquilo que se acredita ter sido o seu manto, as suas espadas, bem como uma pegada que ficou registada numa superfície enlameada e alguns pelos da sua barba.
A maioria dos muçulmanos celebra o nascimento de Maomé (Mulude), embora o movimento religioso ultraconservador vaabismo e algumas outras menores ramificações consideram que essa celebração é incorrecta por se tratar de uma inovação religiosa proibida pelo Islão. Estes muçulmanos são igualmente contra a veneração destas relíquias, por considerarem tratar-se de idolatria.

## Representações de Maomé
As representações visuais do profeta podem eventualmente ser proibidas e consideradas insultuosas. Geralmente os xiitas e os sufis aceitam mais a ideia da representação, que em geral o Islão rejeita.

A proibição pretende-se estender a todo o mundo não muçulmano. Segundo Azzam Tamimi, ex-chefe do Instituto de Pensamento Islâmico,

"é aceite por todas as autoridades islâmicas que o profeta Maomé e os demais profetas não podem ser desenhados e não podem ser reproduzidos em fotos, porque são, segundo a fé islâmica, indivíduos infalíveis, modelos de comportamento, e portanto não podem ser representados em nenhuma maneira que seja desrespeitosa."

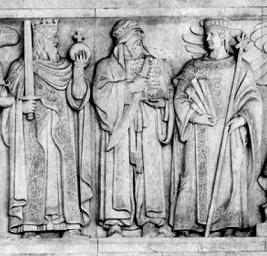
Maomé (ao centro) representado pelo escultor Adolph Weinman no Edifício da Suprema Corte dos EUA (Washington) segurando o Alcorão e uma espada

Recentemente, charges de Maomé criticando o terrorismo que foram publicadas na Europa causaram muita polêmica, grande furor do mundo islâmico e protestos em todo o mundo. Como vingança, o jornal iraniano Hamshahri fez uma competição internacional de charges sobre o Holocausto.

A relação entre um e outro assunto escapa a grande parte da opinião pública ocidental, mas Mahmoud Ahmadinejad, ex-presidente iraniano, comentou em 2005 numa entrevistaː 
"Eles (isto é, o Ocidente em geral e Israel) fabricaram a lenda do massacre dos judeus, e erguem-na acima do próprio Deus, da religião e mesmo dos profetas. Se alguém em seu país questiona Deus, ninguém diz nada, mas se alguém nega o mito do massacre de judeus, os alto-falantes sionistas e os governos pagos pelo sionismo começarão a gritar." 
A heresia, blasfémia, ateísmo são já habituais no Ocidente; resta a questão do Holocausto, visto como o último ponto sagrado.

Em 1997, o Conselho para as Relações Americano-Islâmicas (CAIR) solicitou que uma imagem de Maomé, existente num friso de mármore da fachada do Edifício da Suprema Corte dos Estados Unidos, fosse removido por meio de jato de areia. Embora dizendo apreciar que Maomé fosse incluído no panteão do tribunal de 18 proeminentes legisladores da história, o CAIR observou que o Islã desencoraja as representações de Maomé em qualquer representação artística. O pedido foi rejeitado.